# Escaphiella iguala
Escaphiella iguala là một loài nhện trong họ Oonopidae.
Loài này thuộc chi Escaphiella. Escaphiella iguala được miêu tả năm 1942 bởi Gertsch & Davis.